# Церковь Иконы Божией Матери Знамение (Аннино)
Храм Рождества Христова — православный храм в селе Аннино Рузского городского округа Московской области. Входит в состав Рузского благочиния Одинцовской епархии Русской православной церкви.
Первая, деревянная церковь в селе была построена не позже XVI века, а в 1690 году боярином Милославским была сооружена небольшая шатровая церковь, сохранившаяся до наших дней. Строительство именно шатрового храма, в консервативных старорусских традициях, историки объясняют как пример оппозиционного отношения к Нарышкиным, противникам Милославских — на ту эпоху как раз приходился расцвет Нарышкинского барокко.
В XVIII веке к церкви была пристроена шатровая же колокольня, в 1914 году архитектором Ильинским расширена трапезная. В 1937 году храм закрыли, была утрачена роспись, иконы, уничтожен иконостас. Богослужения возобновлены в 1997 году.